# YESGROUP
YESグループ（イエスグループ）は、ファッションヘルスで全国展開する風俗店グループ。Y･E･Sは「ヨコハマ･エステティック･スタッフ」の略称。

## グループ店

### 横浜
- 1995年  3月 1日【SATINDOLL】開店
- 1995年 12月 8日【Renaissance】開店
- 1995年 12月12日【蛍】開店
- 1997年  6月24日【Blue Stone】開店
- 1997年  7月10日【BAD COMPANY】開店
- 1997年  7月11日【SharonYOKOHAMA】開店
- 2000年  6月10日【YOKOHAMA Production】開店
- 2011年  4月18日【あわほたる】開店
- 2012年 11月24日【Lesson.1　横浜校】開店

### 札幌
- 1997年  8月25日【Sirena】開店
- 1998年 12月12日【PLATINA】開店
- 1998年 12月18日【Lesson.1　札幌校】開店
- 2002年  6月 1日【あわほたる】開店
- 2003年  7月 1日【Sirena㈼】開店
- 2003年  7月 1日【秘書室】開店
- 2006年  3月 1日【ラズベリードール】開店
- 2006年  3月 1日【COCO CELEB】開店
- 2006年 12月 1日【PRESIDENT】開店
- 2006年 12月 1日【Mrs Sirena】開店
- 2006年 12月 1日【Line】開店
- 2008年  5月10日【M'sKiss】開店
- 2011年  6月15日【絶対領域】開店
- 2011年 12月 1日【DAYTONA】開店
- 2012年  5月 1日【GOD FINGER】開店
- 2020年 4月1日【PLATINA R-30】店名変更

### 福岡
- 2003年  8月 9日【海上空天】開店
- 2003年  8月 9日【AGEHA】開店
- 2003年  8月 9日【華女】開店
- 2003年  8月 9日【GlamourGlamour】開店
- 2008年  4月 6日【STAR BUST】開店
- 2008年  6月30日【Lesson.1　福岡校】開店
- 2010年 10月 8日【BAD COMPANY】開店
- 2011年  3月 1日【TSUBAKI】開店
- 2012年  3月29日【ハートのACE】開店
- 2013年  2月22日【Hippers】開店

### 水戸
- 2009年  4月19日【PLATINA】開店
- 2009年  4月19日【TSUBAKI】開店
- 2009年  6月20日【BAD COMPANY】開店
- 2012年  5月 1日【Line】開店
- 2012年 12月23日【Lesson.1　水戸校】開店
- 2013年  7月19日【WHITE】開店

### 土浦
- 2010年  3月26日【BAD COMPANY】開店
- 2012年  5月 1日【TSUBAKI】開店
- 2012年  5月 1日【Sakura】開店

### 那覇
- 2014年  8月12日【BAD COMPANY】開店
- 2014年  9月13日【PLATINA R-30】開店
- 2015年  1月26日【Peachpai】開店
- 2015年  3月14日【PROUD】開店

### 松山
- 2015年  1月15日【Line】開店
- 2015年  1月23日【BAD COMPANY】開店
- 2015年  3月20日【華女】開店
- 2015年  5月29日【ラズベリードール】開店
- 2015年  6月15日【秘書室】開店
- 2016年  5月20日【Lesson.1　松山校】開店